# CRスーパー海物語 IN 沖縄2
『CRスーパー海物語 IN 沖縄2』（シーアールスーパーうみものがたり・イン・おきなわ・ツー、英: Super Sea Story In Okinawa 2）は、2009年11月16日に三洋物産から発売されたデジパチタイプのパチンコ。

## 機種一覧
| 名称                                           | 発売           |
| ---------------------------------------------- | -------------- |
| CRスーパー海物語 IN 沖縄2 MTF/MTMS             | 2009年11月16日 |
| CRスーパー海物語 IN 沖縄2 MTG/MTGS             | 2009年11月16日 |
| CRAスーパー海物語 IN 沖縄2 遊パチ SAHS         | 2010年2月15日  |
| CRAスーパー海物語 IN 沖縄2 遊パチ SAKS         | 2010年2月15日  |
| CRスーパー海物語 IN 沖縄 桜バージョン マックス | 2010年4月12日  |
| CRスーパー海物語 IN 沖縄 桜バージョン ビッグ   | 2010年4月12日  |
| CRスーパー海物語 IN 沖縄 桜バージョン ライト   | 2010年4月12日  |
| Pスーパー海物語 IN 沖縄2 SAHS                  | 2018年11月5日  |
| PAスーパー海物語 IN 沖縄2 GO1                  | 2018年11月5日  |

## 概要

### CRスーパー海物語 IN 沖縄2
『CRスーパー海物語 IN 沖縄』の後継機。基本的な演出は前作をほとんど引き継いでいる。プレミアム演出が150種類以上搭載された。本機種で4代目ミスマリンちゃんがデビューした。
2010年2月15日には遊パチタイプの『CRAスーパー海物語 IN 沖縄2 遊パチ』が発売された。
2010年4月12日には、シリーズ初のロングST機となる『CRスーパー海物語 IN 沖縄 桜バージョン』が発売された。タイトルにナンバリングは無いが、沖縄2シリーズに含まれている。マックス（398バージョン）、ライト（198バージョン）、ビッグ（249バージョン）の3種類が発売された。ただし、ビッグのみロングSTではなく時短搭載のST機である。

### Pスーパー海物語 IN 沖縄2
『CRスーパー海物語 IN 沖縄2』の復刻版として発売された。海物語シリーズとしては2018年改正規則準拠機の第1弾となっており、シリーズ初の6段階設定が搭載されている。『CRスーパー海物語 IN 沖縄3』や『CRスーパー海物語 IN 沖縄4』に搭載されていた演出や楽曲も取り入れられている。遊デジタイプ（119バージョン）と遊パチタイプ（99バージョン）の2種類が発売された。

## 図柄
奇数図柄がSUPER LUCKY、偶数図柄がLUCKYと表示される。ミドルタイプでは、奇数図柄が確変大当たり、偶数図柄が通常大当たり（確変昇格の場合あり）となっている。遊パチタイプと『Pスーパー海物語 IN 沖縄2』では奇数図柄の方が時短回数が多い。『CRスーパー海物語 IN 沖縄 桜バージョン』では奇数図柄の方がラウンド数が多い。
- 1. タコ
- 2. ハリセンボン
- 3. カメ
- 4. サメ
- 5. エビ
- 6. アンコウ
- 7. シュゴン
- 8. エンゼルフィッシュ
- 9. カニ
- 裏4. サメ

### 大当たり表示とラウンド数
| 型式 | GREAT LUCKY | SUPER LUCKY              | LUCKY                 |
| ---- | ----------- | ------------------------ | --------------------- |
| MTMS | -           | 16R確変                  | 16R通常               |
| MTGS | -           | 16R確変                  | 16R通常               |
| SAHS | -           | 16R 6R（ST5回+時短45回） | 6R（ST5回+時短20回）  |
| SAKS | -           | 16R 6R（ST5回+時短45回） | 6R（ST5回+時短20回）  |
| MSNS | 16R         | 14R                      | 7R                    |
| MSPS | 16R         | 8R                       | 5R                    |
| LSRS | -           | 16R                      | 12R                   |
| SAHS | 10R         | 4R（ST10回+時短60回）    | 4R（ST10回+時短30回） |
| GO1  | 10R         | 4R（ST8回+時短42回）     | 4R（ST8回+時短17回）  |

## モード解説
海モード
シンプルなモード。
マリンモード
画面上にマリンが常に滞在するモード。マリンの仕草や表情やリーチ成立後のステップアップ予告が楽しめる。
本作では『CRハイパー海物語 IN カリブ』のアドベンチャーモードをベースとした演出に変更されている。
沖縄モード
ミニキャラのステップアップ予告とボタンを使用する演出がメインのモード。
カウントダウンモード
『CRスーパー海物語 IN 沖縄 桜バージョン』に搭載。ST中の特殊モード。
ST終了のカウントダウンが行われながら進むモード。スーパーリーチ発展時の押しボタン演出がメインとなっている。

## 予告演出
予告なし
リーチ成立直後に演出が起こらないこと。ノーマルリーチ発展濃厚となる。
泡予告
リーチ成立直後に画面下部から泡が発生する演出。スーパーリーチに発展する可能性がある。
大泡予告
海モード及びマリンモード専用演出。
リーチ成立直後に画面下部から通常よりも大きな泡が発生する演出。ノーマルリーチ発展濃厚となり、大当たりまたは半コマズレのハズレとなる（半コマズレ停止でも再始動する場合がある）。スーパーリーチに発展した場合は、法則崩れにより大当たり濃厚となる。
魚群予告
リーチ成立直後に画面右側から魚群が通過する演出。期待度が高い演出であり、スーパーリーチ発展濃厚となる。ノーマルリーチに発展した場合は、法則崩れにより大当たり濃厚となる。ミドルタイプの確変中に発生して大当たりした場合は確変大当たり濃厚となる。
滑り予告
下段図柄が効果音とともに半コマ進みあるいは半コマ戻ってリーチがかかる演出。
連続滑り予告
保留内で2回転続いて滑り予告が発生する演出。2回目の滑り予告が発生した時点でその変動での大当たりが濃厚となる。
ステップアップ予告
マリンモード専用演出。
リーチ成立時に3段階のステップが発生する演出。
ステップ1はリーチ成立直後に泡または大泡が発生する。ステップ1が発生しなかった場合または大泡の場合はノーマルリーチ濃厚となる。
ステップ2はステップ1の泡演出の直後にクラゲが発生する。ステップ2が発生した時点でスーパーリーチ発生濃厚となる。赤クラゲが発生した場合は大当たり濃厚となる。
ステップ3はスーパーリーチ発展時に魚群が発生する。魚群が発生すれば期待度が高くなる。『Pスーパー海物語 IN 沖縄2』では、画面タッチを促され、タッチをするとクラゲまたは魚群が発生する。
ミニキャラステップアップ予告
沖縄モード専用演出。
ミニキャラが出現するステップアップ演出。
ステップ1ではミニキャラが1人出現する。
ステップ2ではミニキャラが3人出現して4人になる。
ステップ3はリーチ成立時に発生する場合があり、センターに出現して5人になる。センターにエイサー娘が出現するとスーパーリーチに発展する。シーサー人形を持った花笠娘が登場するとシーサーリーチに発展する。めくれそうな着物を押さえた花笠娘が登場すると花吹雪リーチに発展する。マリンが登場するとマリンちゃんリーチに発展する。ワリンだとパラセイリングリーチに発展する。サムだとサム系プレミアムに発展する。
マンボウ予告
沖縄モード専用演出。
リーチ成立直後に画面にマンボウが出現する演出。マンボウのアクションや種類によって期待度や発展先が変化する。ピンク色のマンボウが出現するとレッツマンボウ!に発展する。
マンボウ変化予告
『CRスーパー海物語 IN 沖縄 桜バージョン』に搭載。カウントダウンモード専用演出。
リーチ成立時にマンボウが変化する演出。変化後のマンボウの姿によって期待度が変化する。

## 保留先読み予告
図柄前兆予告
チャンス目（同一図柄が非テンパイ形で液晶画面内に3つ停止）が停止する演出。連続するほど期待度が高くなる。3回連続で発生するとリーチ成立濃厚となる。
サイレント疑似連
変動停止の際に、図柄の動きが止まらないまま次の変動に移行する演出。この演出が発生した際は保留が消化されない。
図柄停止予告
図柄が停止する際、不自然に滑って進んだり戻ったりして停止する演出。下段図柄の滑りまたは戻り、中段図柄滑りまたは戻り、上下段同時停止の3種類がある。図柄が滑って停止してチャンス目前兆予告が発生する場合もある。
停止順変化予告
通常は上段、下段、中段の順番で図柄が停止するが、それ以外の順番で停止する演出。
変動順変化予告
変動開始時の図柄の変動方向と変動順が通常とは異なる演出。
背景キャラ通過予告
海モード専用演出。
変動中にハリセンボンが通過する演出。潜水艦が通過すると大当たり濃厚となる。
仕草予告
マリンモード専用演出。
変動中にマリンがさまざまな仕草をする演出。仕草によって期待度が変化する。
アングル予告
マリンモード専用演出。
変動中に画面のアングルが上下左右のいずれかに移動する演出。移動先にいるキャラクターがリーチ成立後に発生する演出を示している。
おいでおいで予告
マリンモード専用演出。
変動中にマリンの「おいでおいで」という掛け声とともにキャラクターが通過する演出。通過したキャラクターによって期待度が変化する。
イルカ前兆予告
マリンモード専用演出。
変動中にイルカが出現し、イルカがマリンと洞窟の中を奥へと進む演出。
クマノミ前兆予告
マリンモード専用演出。
変動中にクマノミがマリンの周辺に出現する演出。クマノミの数が増えるほど期待度が高くなる。
扉予告
マリンモード専用演出。
リーチ成立直前に扉が出現しボタンプッシュを促される演出。ボタンを押すと扉が開き、扉の向こうから出てくるアイテムやキャラクターによって期待度が変化する。
ステージチェンジ
マリンモード及び沖縄モード専用演出。
一定回転数でステージが切り替わる演出。10回転以内に切り替わると期待度高くなる。2回連続でステージが切り替わったり、特殊なステージに移行すると期待度が高くなる。
マリンモードでは、岩場、遺跡、珊瑚の順番でステージが切り替わる。秘境に移行すると大当たり濃厚となる。
沖縄モードでは、浜辺、断崖、砂の道の順番でステージが切り替わる。ハイビスカスに移行すると大当たり濃厚となる。
背景変化予告
沖縄モード専用演出。
変動中の背景がさまざまな変化が起こる演出。背景にカニ、気球、クジラッキー雲、潜水艦、クジラのいずれかが出現することがある。
乙姫予告
沖縄モード専用演出。
変動中に袋を持った乙姫が出現しボタンプッシュを促される演出。ボタンを押すと袋からアイテムが出てくる。袋の種類や中から出てくるアイテムによって期待度が変化する。
レッツマンボウ!
沖縄モード専用演出。
ピンク色のマンボウが登場する保留先読み演出。チャンス目停止が連続するほど期待度が高くなる。
花びら予告
『CRスーパー海物語 IN 沖縄 桜バージョン』に搭載。カウントダウンモード専用演出。
残り回転数が書かれた桜の花びらが出現する演出。花びらの色によって期待度が変化する。
マンボウ予告
『CRスーパー海物語 IN 沖縄 桜バージョン』に搭載。カウントダウンモード専用演出。
変動中にマンボウが登場する演出。ベビーマンボウ、キッズマンボウ、普通のマンボウのいずれかが登場する。普通のマンボウの場合は期待度が高くなる。

## チャンスボタン演出
ブレーキアクション
リーチ後から図柄停止までの間にボタンを押すと変動中の中段図柄が反応しブレーキアクションをする。中段図柄の目が大きくなると期待度がやや高くなる。炎目になると期待度がさらに高くなり、ハート目になると奇数図柄での大当たり濃厚となる。
奇数昇格演出
偶数図柄で大当たりをした瞬間にボタンを押すと、奇数昇格演出が発生する場合のみ、その演出がミスマリンちゃん昇格演出に変化し、大当たりラウンド中のBGMが条件を満たしていなくてもプレミアムソングが全曲開放となる。
図柄アクション予告
『Pスーパー海物語 IN 沖縄2』に搭載。
リーチが成立した際に画面をタッチ（十字キーの中央ボタンでも可）すると図柄が動き、アイコンを表示させる演出。アイコンは星、エクスクラメーションマーク、音符、魚群、ハートの5種類があり、音符の場合はスーパーリーチ発展濃厚（ノーマルリーチに発展した場合は大当たりまたは半コマズレ）、魚群の場合は魚群出現濃厚、ハートの場合は大当たり濃厚となる。
裏ボタン演出
『Pスーパー海物語 IN 沖縄2』に搭載。
マリンちゃんリーチ、ワリンチャンス、パラセイリングリーチが発生した際に画面をタッチ（十字キーの中央ボタンでも可）すると出現する演出。
マリンちゃんリーチ発生の際にタッチすると、マリンが右手を振る、左手を振る、ピースサインのいずれかが発生する。左手を振った場合は期待度が高くなる。ダブルピースの場合は大当たり濃厚となる。
ワリンチャンスまたはパラセイリングリーチ発生の際にタッチすると、ワリンが右手を振る、左手を振る、両手を振るのいずれかが発生する。左手を振った場合は期待度が高くなる。両手を振った場合は大当たり濃厚となる。

## リーチ演出
ノーマルリーチ
特に何も起こらないリーチ演出。期待度は低い。シングルリーチ及びダブルリーチのどちらからも発展する。通常時に半コマズレ停止をすると再始動が発生する可能性が高くなっている。ST中は期待度が高くなっており、大当たりまたは半コマズレのハズレとなる（半コマズレ停止でも再始動する場合がある）。
珊瑚礁リーチ
海モード専用演出。
シングルリーチから発展し、画面下部から珊瑚礁が出現する演出。珊瑚礁の周りが輝いていると期待度が高くなる。
美ら珊瑚礁リーチ
マリンモード専用演出。
シングルリーチから発展し、画面下部から珊瑚礁が出現する演出。珊瑚礁が濃い紫色だと期待度が高くなる。
シーサーリーチ
沖縄モード専用演出。
シングルリーチから発展し、画面下部からシーサー像が出現する演出。シーサーの口が開いていると期待度が高くなる。
黒潮リーチ
海モード専用演出。
シングルリーチから発展し、画面に黒潮が流れる演出。黒潮の中にウミガメがいると期待度が高くなる。
イカリーチ
マリンモード専用演出。
シングルリーチから発展し、画面に黒潮とともにイカの群れが出現する演出。イカの目が通常と異なると期待度が高くなる。
花吹雪リーチ
沖縄モード専用演出。
シングルリーチから発展し、画面に風とともに花吹雪が発生する演出。花びらの数が通常より多いと期待度が高くなる。
マリンちゃんリーチ
ダブルリーチから発展し、画面上部からマリンが登場する演出。ステージによってマリンの衣装が異なる。期待度は予告により変化する。海モードでは、マリンが親指を立てていると期待度が高くなる。マリンモードでは、マリンのリボンが垂れていると期待度が高くなる。沖縄モードでは、マリンの着物に扇子が刺さっていると期待度が高くなる。
シャチリーチ
マリンモード専用演出。
スーパーリーチ発展時にシャチが出現する演出。子供のシャチが応援していると期待度が高くなる。
ワリンチャンス
マリンモード専用演出。
チャンス目（画面内に同じ図柄が3つ停止する）が停止すると発生する場合がある。ワリンが登場し、上下どちらかの図柄を移動させてリーチにする。ダブルリーチになった場合は原則魚群予告が発生する。ワリンが右腕を挙げて応援していると期待度が高くなる。
パラセイリングリーチ
沖縄モード専用演出。
ワリンがパラシュートに乗って出現する演出。パラシュートに書かれているWARINの文字が青いと期待度が高くなる。
押しボタン演出
沖縄モード専用演出。
スーパーリーチに発展した際に画面にボタンアイコンが出現し、ボタンプッシュを促される演出。押すと泡または魚群が出現する。
連打チャンス
『CRスーパー海物語 IN 沖縄 桜バージョン』に搭載。
カウントダウンモード終了後の1回転目でチャンス目が停止すると発展する。ボタン連打を促され、連打をして図柄が揃うと大当たりとなる。
ウリンチャンス
『Pスーパー海物語 IN 沖縄2』に搭載。
左上・右上・中央・左下・右下の順にハリセンボン・タコ・カメ・サメ・エビが停止すると必ず発生する。ウリンが登場し画面タッチを促される。画面をタッチしてハイビスカスフラッシュが発生すると奇数図柄大当たりとなる。

## プレミアム演出
泡系プレミアム
泡予告に関するプレミアム演出。数種類存在する。
超泡
泡が途切れずに図柄が揃うまで出現し続ける演出。
クジラッキー泡
クジラッキーが入った泡が出現する演出。
白泡
『Pスーパー海物語 IN 沖縄2』に搭載。
白い泡が出現する演出。出現すると設定2以上が濃厚となる。
魚群系プレミアム
魚群予告に関するプレミアム演出。数種類存在する。
赤魚群
赤魚群（実際には赤色と紫色が混ざったような魚群）が出現する演出。後述のサム系プレミアムに発展する。
超魚群
魚群が途切れずに図柄が揃うまで出現し続ける演出。
逆魚群
画面左側から魚群が出現する演出。通常は画面右側から出現する。
スパイラル魚群
魚群がスパイラル状に流れる演出。
ドデカ魚群
巨大な魚の群れが出現する演出。
魚群&クジラッキー
魚群と一緒にクジラッキーが出現する演出。
金魚群
『Pスーパー海物語 IN 沖縄2』に搭載。
金色の魚群が出現する演出。
白魚群
『Pスーパー海物語 IN 沖縄2』に搭載。本作から搭載された新規演出。
白い魚群が出現する演出。出現すると設定4以上が濃厚となる。
サム系プレミアム
各スーパーリーチ中にサムが出現すれば奇数図柄での大当たりが濃厚となる。
マッスル珊瑚礁リーチ
海モード専用演出。
シングルリーチから発展する。珊瑚礁リーチが発生した際に、サムが画面下部から珊瑚礁を持ち上げて登場する。
ダイビングリーチ
海モード及びマリンモード専用演出。
シングルリーチから発展する。黒潮リーチ及びイカリーチが発生した際に、画面右側からサムが泳いで登場する。
マッスル美ら珊瑚礁リーチ
マリンモード専用演出。
シングルリーチから発展する。美ら珊瑚礁リーチが発生した際に、サムが画面下部から美ら珊瑚礁を持ち上げて登場する。
マッスルシャチリーチ
マリンモード専用演出。
シャチリーチが発生した際に、サムがシャチに乗って出現する演出。
マッスルシーサーリーチ
沖縄モード専用演出。
シングルリーチから発展する。シーサーリーチが発生した際に、サムが画面下部からシーサー像を持ち上げて登場する。
マッスル花吹雪リーチ
沖縄モード専用演出。
シングルリーチから発展する。花吹雪リーチが発生した際に、サムが太鼓を持って登場する。
パラセイリングサムリーチ
沖縄モード専用演出。
ワリンの代わりにサムがパラシュートに乗って出現する演出。
ポージングリーチ
ダブルリーチから発展し、マリンの代わりにサムが画面上部から登場する。
突サムプレミアム
サムが突如出現し、奇数図柄を3つ揃った状態で止める演出。
スタンバイサム
変動中に画面に「サム接近中」のテロップが映し出され、後にサムが出現する演出。
枠外プレミアム
図柄が枠外で揃った場合、効果音の後に図柄が枠内に移動し大当たりとなる演出。必ず発生する訳ではない。
枠上プレミアム
中段図柄と下段図柄が同じ図柄で停止した際、全図柄が上方向に移動して図柄が揃った状態で戻る演出。
ボイスプレミアム
変動開始時などにマリン、ワリン、ウリン（『Pスーパー海物語 IN 沖縄2』のみ）、サム、4代目ミスマリンちゃんのいずれかのボイスが流れる演出。
サウンドプレミアム
変動音が『海物語』の物に変化する演出。
クジラプレミアム
マリンモード専用演出。
リーチ成立時、巨大なクジラが出現する演出。
最長突破当たり
ロングリーチから発展する。機種によって発展する演出が異なる。
『CRスーパー海物語 IN 沖縄2』では、ノーマルリーチ経由の場合はマリンが登場した後にパールフラッシュが発生し2ラウンド確変大当たりとなる。スーパーリーチ経由の場合はハイビスカスフラッシュが発生し2ラウンド確変大当たりとなる。その後は確変（沖海チャンス）に突入する。2ラウンド確変大当たりが報知された直後にハイビスカスフラッシュが発生し、16ラウンド確変大当たり（沖海ボーナス）に突入する場合もある。
『CRAスーパー海物語 IN 沖縄2 遊パチ』、『CRスーパー海物語 IN 沖縄 桜バージョン』、『Pスーパー海物語 IN 沖縄2』では、ハイビスカスフラッシュが発生し奇数図柄での大当たりとなる。
押しボタンプレミアム
海モード及びマリンモード専用演出。
通常はボタンアイコンが登場しないモードにてボタンアイコンが出現し、ボタンプッシュを促される演出。
ボタンアイコン変化プレミアム
沖縄モード専用演出。
通常はボタン押下を指示するアイコンの手が人差し指一本でボタンを指しているが、手の形がグーに変化する演出。
ミスマリンカットイン
リーチ成立直後に4代目ミスマリンちゃんがカットインされる演出。
ビタ止まり
リーチ成立中に中段の図柄が壁にぶつかったかのように停止して大当たりになる演出。
裏サメ停止
1図柄と9図柄のダブルリーチの際に中段の中央に裏4が停止する演出。停止すると再始動が発生し、1図柄か9図柄のどちらかでの大当たりとなる。
逆変動
変動開始時、上段図柄と下段図柄が左側から右側に変動する演出。通常は右側から左側に変動する。
オール当たりプレミアム
ノーマルリーチ成立時、リーチ変動の途中から中段がリーチになっている図柄のみになる演出。
ブランク図柄クジラッキープレミアム
リーチ成立時、中段のブランク図柄がクジラッキーに変化する演出。
リベンジプレミアム
本機種より搭載された新演出。
半コマズレハズレ時、直後に画面に映っている全図柄の表情が変化し、中段の図柄が動いて大当たりになる演出。
空動き告知
本機種より搭載された新演出。
変動中にハイビスカスランプがかすかに動く演出。
ワリンチャンス+マリン
マリンモード専用演出。
ワリンチャンス発展時にマリンが合流する演出。
エイサーリーチ
沖縄モード専用演出。
ミニキャラステップアップ予告のステップ2から発展する場合がある。4人のミニキャラがズームしハイビスカスフラッシュが発生する演出。
オールキャストリーチ
沖縄モード専用演出。
マリン、ワリン、サムの3人が出現し、全回転（全図柄が揃った状態で変動）が発生する演出。図柄が停止する際は、通常は上段・下段・中段の順番で停止するが、全図柄が揃った状態で停止する。
ワンモアチャンス
『CRAスーパー海物語 IN 沖縄2 遊パチ』と『Pスーパー海物語 IN 沖縄2』に搭載。
大当たりラウンド終了後の1回転目で前兆予告（海モードは図柄前兆予告、マリンモードはイルカ前兆予告、沖縄モードはレッツマンボウ!）が発生する演出。
タッチアイコン変化プレミアム
『Pスーパー海物語 IN 沖縄2』に搭載。
タッチアイコンに表示されている手の形がピースサインに変化している演出。
金マリン全回転
『Pスーパー海物語 IN 沖縄2』に搭載。
金衣装のマリンが画面タッチを促し、画面をタッチすると全回転が発生する演出。タッチ後にサムが出現すると10ラウンド大当たりに突入する。
金サム全回転
『Pスーパー海物語 IN 沖縄2』に搭載。
金衣装のサムが画面タッチを促し、画面をタッチすると全回転が発生する演出。

## 大当たりラウンド演出

### 大当たりラウンド突入前
桜チャンス
桜バージョンに搭載。
図柄が揃った直後に突入する昇格演出。マリンが登場しボタン連打を促される演出。ボタンを連打して桜フラッシュが発生するとSUPER LUCKYまたはGREAT LUCKYとなる。マリンの代わりにワリンが登場すれば期待度が高くなる。桜フラッシュが発生しなかった場合でも、マリンまたはワリンが去った後に魚群が出現すればSUPER LUCKYとなり、サムが登場すればGREAT LUCKYとなる。

### 大当たりラウンド中
ハイビスカスフラッシュチャンス
ミドルタイプでは海モード及び沖縄モード専用演出。遊パチタイプでは全モード共通演出。
通常大当たりのラウンド中に発生する昇格演出。大当たりラウンド中にハイビスカスフラッシュが発生して4代目ミスマリンちゃんがカットインされると確変大当たりに昇格する。
遊パチタイプでは発生すると16ラウンド大当たりに昇格する。
桜フラッシュチャンス
桜バージョンに搭載。
大当たりラウンド中に発生する昇格演出。大当たりラウンド中に桜フラッシュが発生して4代目ミスマリンちゃんがカットインされるとマックスラウンド大当たりに昇格する。
マリンチャンス
マリンモード専用演出。
通常大当たりのラウンド中に発生する昇格演出。7ラウンドに発生する場合がある。ボタンを押して左右どちらかのルートを選択する。この時にボタンアイコンの上にサムが出現したり、手がグーの形になっていると期待度が高くなる。選択したルートの先に宝箱がある。宝箱を開けて財宝が入っていれば確変大当たり昇格となる。宝箱を開けた際に泡、イルカ、魚群、クジラッキーが発生する場合があり、魚群は期待度が高い。失敗時にボタンを連打してサムが出現すれば確変大当たりに昇格する。
ムービー変化演出
大当たりラウンド時に「いつものラウンド」を選択した際に発生する。映像が通常と異なる箇所が出る演出。発生すれば確変昇格濃厚となる。
衣装チェンジ
確変または時短中のマリンの衣装を変えることができる演出。連荘が途切れると元に戻る。
『Pスーパー海物語 IN 沖縄2』では、選択肢に金衣装がある場合は保留内での大当たりが濃厚となる。

### 大当たりラウンド終了後
エンディングチャンス
通常大当たり時のエンディング画面で確変が告知される演出。
「いつものラウンド」の場合は、エンディング画面で「もう1回」の文字とともにサムが登場して告知される。
その他の楽曲を選択した場合は、エンディング画面で「もう1回」の文字とともに4代目ミスマリンちゃんのカットインが発生して告知される。
金魚群
本機種から搭載された新演出。
大当たりラウンド終了後のエンディング画面で金魚群が出現する演出。保留内で奇数図柄揃いの大当たりが濃厚となる。
ボイス変化
エンディング画面終了後に挿入される「CREATE THE WONDER SANYO」のボイスがマリンではなく4代目ミスマリンちゃんに変化する演出。保留内での大当たりが濃厚となる。
『Pスーパー海物語 IN 沖縄2』には搭載されていない。
アイコン変化
『Pスーパー海物語 IN 沖縄2』に搭載。
エンディング画面の「チャンス」の文字に続くアイコンが変化する演出。通常はハートマークだが、それ以外のアイコンの場合は設定によって変化する。

## その他演出
再始動
リーチが外れた際に、中段図柄が再び動き出して大当たりになる演出。ダブルリーチで発生した場合は奇数図柄での大当たりとなる。
昇格スクロール
偶数図柄が揃った直後に図柄が高速に動き出して確変図柄に昇格する演出。
マリンちゃん2段階
マリンちゃんリーチで偶数図柄が揃った直後、マリンが掛け声とともに中段図柄をビンタして再始動が起き、もう片方のリーチ図柄である奇数図柄揃いの大当たりになる演出。
ワリンちゃん2段階
マリンモード及び沖縄モード専用演出。
ワリンチャンス（マリンモード）またはパラセイリングリーチ（沖縄モード）のダブルリーチで偶数図柄が揃った直後、ワリンが掛け声で中段図柄の再始動が起き、もう片方のリーチ図柄である奇数図柄揃いの大当たりになる演出。
シャチ2段階
マリンモード専用演出。
シャチリーチのダブルリーチで偶数図柄が揃った直後、中段図柄の再始動が起き、もう片方のリーチ図柄である奇数図柄揃いの大当たりになる演出。
バウンドストップ
『CRスーパー海物語 IN 沖縄2』に搭載。時短中専用演出。
チャンス目（同一図柄が非テンパイ形で液晶画面内に3つ停止）が停止した際にチャンス目前兆予告が発生せずに、図柄がバウンドして停止する演出。この演出が発生すると、時短から確変（沖海チャンス）に移行する。
ロングリーチ
ノーマルリーチやスーパーリーチが止まらず長く変動し続ける演出。最長突破当たりに発展する。
法則崩れ
さまざまな予告で発生する。予告なしからスーパーリーチに発展する、魚群予告からノーマルリーチに発展する、大泡予告からスーパーリーチに発展するなどがあり、発生すると大当たり濃厚となる。

## ハイビスカスフラッシュ・桜フラッシュ
画面上部にある役物。変動時の一発告知としての機能を果たしており、演出が発生した時点で大当たり濃厚となる。大当たりラウンド中やエンディング時の昇格演出としても使用されている。一発告知にはショートとロングの2種類があり、ショートは大当たり濃厚、ロングは奇数図柄での大当たり濃厚となる。前作では沖縄モード専用演出だったが、本作では全てのモードで発生する。また、前作ではハイビスカスチャンスという名称だったが、本作ではハイビスカスフラッシュに変更されている。後継機種でもハイビスカスフラッシュで統一されている。
桜バージョンでは桜フラッシュという名称になっている。演出に違いは特にない。

## 大当たり・確変・時短

### CRスーパー海物語 IN 沖縄2
確変ループ機となっており、大当たりラウンド終了後は基本的に奇数図柄大当たりだと確変に突入し、偶数図柄大当たりだと100回の時短に突入する。ただし、偶数図柄で当たってもラウンド中にSUPER LUCKYに昇格する場合がある。2ラウンド確変大当たりも搭載されており、3・4・1図柄停止で突入する。2ラウンド確変大当たり終了後に入る確変をことを、本作から沖海チャンスという名称で呼ばれるようになった。沖海チャンス突入直後にハイビスカスフラッシュが発生し16ラウンド確変大当たりに突入する場合もある。また、時短中でも内部確変になっていることもあり、その場合は時短終了前までに図柄のバウンドストップが発生し確変（沖海チャンス）に突入する。

### CRAスーパー海物語 IN 沖縄2 遊パチ
ST機となっており、大当たりラウンド終了後は必ず5回のSTと時短に突入する。時短の回数は図柄によって異なる。電サポ回数は基本的に奇数図柄が50回で偶数図柄が25回だが、偶数図柄で当たってもLUCKYのまま昇格演出なしで電サポ50回に突入することがある。

### CRスーパー海物語 IN 沖縄 桜バージョン
マックスとライトはロングST機となっており、図柄が揃うと大当たりラウンドに移行する前に桜チャンスに突入する。奇数図柄で当たった場合はSUPER LUCKY以上が濃厚であり、偶数図柄で当たった場合もSUPER LUCKY以上が当選したり、LUCKYに突入してもラウンド途中でSUPER LUCKY以上に昇格したりすることがある。大当たりラウンド終了後は必ずST（マックスは71回、ライトは31回）に突入する。残り10回転になるとカウントダウンモードに突入する。カウントダウンモード終了後は電チューサポートが無いSTが1回転ある（泣きの1回）。
ビッグはST機となっている。図柄揃い後はマックスやライトと同じく桜チャンスに突入する。大当たりラウンド終了後は必ず8回のST（カウントダウンゾーン）が終了すると42回の時短に突入する。時短終了後は通常変動に戻る。泣きの1回は搭載されていない。

### Pスーパー海物語 IN 沖縄2
ST機となっており、大当たりラウンド終了後は必ずST（遊デジタイプは10回、遊パチタイプは8回）と時短に突入する。時短の回数は図柄によって異なる。電サポ回数は基本的に奇数図柄が50回で偶数図柄が25回だが、偶数図柄で当たってもLUCKYのまま昇格演出なしで電サポ50回に突入することがある。

## プレミアムラウンド

### CRスーパー海物語 IN 沖縄2
- 1回目：いつものラウンド
- 5連荘から9連荘：マリン（葉月ゆら）&ワリンが歌う「光さす美らの海」、マリン（葉月ゆら）が歌う「ラブ☆ダッシュ」
- 10連荘から14連荘：マリン（葉月ゆら）が歌う「ミラクルダイブ」
- 15連荘から19連荘：ワリンが歌う「Feel so good!」
- 20連荘以上：全ての曲が選択可能

### CRAスーパー海物語 IN 沖縄2 遊パチ
- 1回目：いつものラウンド
- 2連荘達成：マリンが歌う「風になりたい 〜マリンVer〜」
- 3連荘達成：マリンが歌う「島唄 〜マリンVer〜」
- 4連荘達成：THE BOOMが歌う「島唄 オリジナルバージョン」
- 16ラウンド大当たり（6ラウンドから）：THE BOOMが歌う「風になりたい オリジナルバージョン」

### CRスーパー海物語 IN 沖縄 桜バージョン
- 1回目：いつものラウンド
- 5連荘から9連荘（奇数図柄大当たり）：4代目ミスマリンちゃんが歌う「光さす美らの海 (PV ver.)」、marbleが歌う「violet」 桜バージョンオリジナル
- 10連荘から14連荘（奇数図柄大当たり）：ワリンが歌う「Feel so good!」
- 15連荘（奇数図柄大当たり）：全ての曲が選択可能
- 偶数図柄大当たり（ラウンド中昇格演出発生前）：マリン（葉月ゆら）が歌う「ラブ☆ダッシュ」
- 偶数図柄大当たり（ラウンド中昇格演出発生後、5〜14連荘）：4代目ミスマリンちゃんが歌う「光さす美らの海 (PV ver.)」
- 偶数図柄大当たり（ラウンド中昇格演出発生後、15連荘以上）：全ての曲の中からランダム

### Pスーパー海物語 IN 沖縄2
- 1回目：いつものラウンド、THE BOOMが歌う「島唄 オリジナルバージョン」、THE BOOMが歌う「風になりたい オリジナルバージョン」
- 2連荘達成：マリンが歌う「海物語 〜Go!Go! SEA STORY〜」
- 3連荘達成：THE BOOMが歌う「島唄 (ミスマリン Vol.1)」
- 4連荘達成：マリン（葉月ゆら）が歌う「ラブ☆ダッシュ」
- 5連荘達成：THE BOOMが歌う「島唄 (ミスマリン Vol.2)」
- 6連荘達成：マリンが歌う「ちゅら海JUMP!!」
- 7連荘達成：ウリンが歌う「キラキラ☆彡ハッピー」
- 8連荘達成：THE BOOMが歌う「風になりたい (ミスマリン メイキング)」
- 9連荘達成：マリンが歌う「めんそ〜れ おきうみ!」
- 10連荘達成：マリン&ワリン&ウリン+サムが歌う「常夏!夏常!テンション↑↑ハイサイ!!」

## スペック

### CRスーパー海物語 IN 沖縄2
| 型式                                           | 型式                                           | MTMS                                     | MTGS                                     | SAHS                                                                          | SAKS                                                                          | MSNS（桜マックス）                       | MSPS（桜ライト）                         | LSRS（桜ビッグ）                         |
| ---------------------------------------------- | ---------------------------------------------- | ---------------------------------------- | ---------------------------------------- | ----------------------------------------------------------------------------- | ----------------------------------------------------------------------------- | ---------------------------------------- | ---------------------------------------- | ---------------------------------------- |
| 特賞種別                                       | 特賞種別                                       | デジパチ                                 | デジパチ                                 | デジパチ                                                                      | デジパチ                                                                      | デジパチ                                 | デジパチ                                 | デジパチ                                 |
| 大当たり確率                                   | 通常時                                         | 1/359.5                                  | 1/315.5                                  | 1/99.5                                                                        | 1/99.5                                                                        | 1/398.5                                  | 1/198.5                                  | 1/249.5                                  |
| 大当たり確率                                   | 高確率時                                       | 1/35.95                                  | 1/31.55                                  | 1/9.95                                                                        | 1/12.438                                                                      | 1/41.95                                  | 1/23.35                                  | 1/27.72                                  |
| 小当たり確率                                   | 小当たり確率                                   | 1/233→232/233                            | 1/233→232/233                            | 1/233→232/233                                                                 | 1/233→232/233                                                                 | 1/233→232/233                            | 1/233→232/233                            | 1/233→232/233                            |
| タイプ                                         | タイプ                                         | ミドル                                   | ミドル                                   | 遊パチ                                                                        | 遊パチ                                                                        | マックス                                 | ライトミドル                             | ライトミドル                             |
| 賞球数                                         | 賞球数                                         | 3 & 10 & 13                              | 3 & 10 & 14                              | 3 & 10 & 12                                                                   | 6 & 3 & 8 & 12                                                                | 3 & 10 & 13                              | 4 & 3 & 10 & 13                          | 5 & 3 & 9 & 14                           |
| ラウンド・カウント数                           | ラウンド・カウント数                           | 16R or 2R・8C                            | 16R or 2R・8C                            | 16R or 6R・8C                                                                 | 16R or 6R・7C                                                                 | 16R or 14R or 7R・8C                     | 16R or 8R or 5R・8C                      | 16R or 12R・10C                          |
| 大当たりシステム                               | 大当たりシステム                               | 確変ループ                               | 確変ループ                               | ST                                                                            | ST                                                                            | ロングST                                 | ロングST                                 | ST                                       |
| 確変突入率                                     | 確変突入率                                     | 67/100（67%）                            | 54/100（54%）                            | 100/100（100%、ST5回）                                                        | 100/100（100%、ST5回）                                                        | 100/100（100%、ST71回）                  | 100/100（100%、ST31回）                  | 100/100（100%、ST8回）                   |
| 大当たりの内訳                                 | 上始動口                                       | 16R確変：50% 2R確変：17% 16R通常：33%    | 16R確変：46% 2R確変：8% 16R通常：46%     | 16R（ST5回+時短95回）：8% 6R（ST5回+時短45回）：58% 6R（ST5回+時短20回）：34% | 16R（ST5回+時短95回）：4% 6R（ST5回+時短45回）：62% 6R（ST5回+時短20回）：34% | 16R：4% 14R：62% 7R：34%                 | 16R：4% 8R：68% 5R：28%                  | 16R：74% 12R：26%                        |
| 大当たりの内訳                                 | 下始動口                                       | 16R確変：60% 2R確変：7% 16R通常：33%     | 16R確変：54% 16R通常：46%                | 16R（ST5回+時短95回）：8% 6R（ST5回+時短45回）：58% 6R（ST5回+時短20回）：34% | 16R（ST5回+時短95回）：4% 6R（ST5回+時短45回）：62% 6R（ST5回+時短20回）：34% | 16R：4% 14R：62% 7R：34%                 | 16R：4% 8R：68% 5R：28%                  | 16R：74% 12R：26%                        |
| 大当たり出玉                                   | 大当たり出玉                                   | 1664個                                   | 1792個                                   | 16R：1536個 6R：576個                                                         | 16R：1344個 6R：504個                                                         | 16R：1664個 14R：1456個 7R：728個        | 16R：1664個 8R：832個 5R：520個          | 16R：2240個 12R：1680個                  |
| リミット                                       | リミット                                       | なし                                     | なし                                     | なし                                                                          | なし                                                                          | なし                                     | なし                                     | なし                                     |
| 電サポ                                         | 確変                                           | 確変大当たり終了後次回まで               | 確変大当たり終了後次回まで               | 大当たり終了後ST5回                                                           | 大当たり終了後ST5回                                                           | 大当たり終了後ST71回                     | 大当たり終了後ST31回                     | 大当たり終了後ST8回                      |
| 電サポ                                         | 時短                                           | 通常大当たり終了後100回                  | 通常大当たり終了後100回                  | ST終了後95回・45回・20回                                                      | ST終了後95回・45回・20回                                                      | なし                                     | なし                                     | ST終了後42回                             |
| 保留の数                                       | 保留の数                                       | 上始動口4個+下始動口4個                  | 上始動口4個+下始動口4個                  | 上始動口4個+下始動口4個                                                       | 上始動口4個+下始動口4個                                                       | 上始動口4個+下始動口4個                  | 上始動口4個+下始動口4個                  | 上始動口4個+下始動口4個                  |
| 保留の優先消化                                 | 保留の優先消化                                 | 下始動口優先                             | 下始動口優先                             | なし（入賞順に消化）                                                          | なし（入賞順に消化）                                                          | なし（入賞順に消化）                     | なし（入賞順に消化）                     | なし（入賞順に消化）                     |
| 小当たり1回あたりの 電チュー開放時間および回数 | 小当たり1回あたりの 電チュー開放時間および回数 | 低確率時：0.2秒×1回、高確率時：1.8秒×3回 | 低確率時：0.2秒×1回、高確率時：1.8秒×3回 | 低確率時：0.2秒×1回、高確率時：1.8秒×3回                                      | 低確率時：0.2秒×1回、高確率時：1.8秒×3回                                      | 低確率時：0.2秒×1回、高確率時：1.8秒×3回 | 低確率時：0.2秒×1回、高確率時：1.8秒×3回 | 低確率時：0.2秒×1回、高確率時：1.8秒×3回 |

### Pスーパー海物語 IN 沖縄2
| 型式                         | 型式                         | SAHS                                                                                                  | GO1                                                                                           |
| ---------------------------- | ---------------------------- | --- | --------------------------------------------------------------------------------------------- |
| 特賞種別                     | 特賞種別                     | デジパチ                                                                                              | デジパチ                                                                                      |
| 大当たり確率                 | 通常時                       | 1/119.8（設定1） 1/117.4（設定2） 1/114.9（設定3） 1/113.1（設定4） 1/110.7（設定5） 1/106.5（設定6） | 1/99.9（設定1） 1/98.3（設定2） 1/96.1（設定3） 1/90.6（設定4） 1/88.2（設定5） 1/85（設定6） |
| 大当たり確率                 | 高確率時                     | 1/19.9（設定1） 1/19.6（設定2） 1/19.1（設定3） 1/18.8（設定4） 1/18.4（設定5） 1/17.7（設定6）       | 1/15.5（設定1） 1/15.2（設定2） 1/14.9（設定3） 1/14（設定4） 1/13.7（設定5） 1/13.1（設定6） |
| タイプ                       | タイプ                       | 遊デジ                                                                                                | 遊パチ                                                                                        |
| 賞球数                       | 賞球数                       | 4 & 2 & 14 & 3                                                                                        | 4 & 2 & 3 & 11                                                                                |
| ラウンド・カウント数         | ラウンド・カウント数         | 10R or 4R・9C                                                                                         | 10R or 4R・10C                                                                                |
| 大当たりシステム             | 大当たりシステム             | ST | ST                                                                                            |
| 確変突入率                   | 確変突入率                   | 100/100（100%、ST10回）                                                                               | 100/100（100%、ST8回）                                                                        |
| 大当たりの内訳（始動口共通） | 大当たりの内訳（始動口共通） | 10R（ST10回+時短90回）：8% 4R（ST10回+時短60回）：61% 4R（ST10回+時短30回）：31%                      | 10R（ST8回+時短92回）：8% 4R（ST8回+時短42回）：58% 4R（ST8回+時短17回）：34%                 |
| 大当たり出玉                 | 大当たり出玉                 | 10R：1260個 4R：504個                                                                                 | 10R：1100個 4R：440個                                                                         |
| リミット                     | リミット                     | なし                                                                                                  | なし                                                                                          |
| 電サポ                       | 確変                         | 大当たり終了後ST10回                                                                                  | 大当たり終了後ST8回                                                                           |
| 電サポ                       | a時短                        | ST終了後90回・60回・30回                                                                              | ST終了後92回・42回・17回                                                                      |
| 電サポ                       | b時短（遊タイム）            | なし                                                                                                  | なし                                                                                          |
| 保留の数                     | 保留の数                     | 上始動口4個+下始動口4個                                                                               | 上始動口4個+下始動口4個                                                                       |
| 保留の優先消化               | 保留の優先消化               | なし（入賞順に消化）                                                                                  | なし（入賞順に消化）                                                                          |